# Píla (Lučenec)
Píla (ungarisch Fűrész) ist eine Gemeinde im Süden der Slowakei mit 251 Einwohnern (Stand 31. Dezember 2024). Sie gehört zum Okres Lučenec, einem Kreis des Banskobystrický kraj, und ist zugleich Teil der traditionellen Landschaft Novohrad.

## Geographie

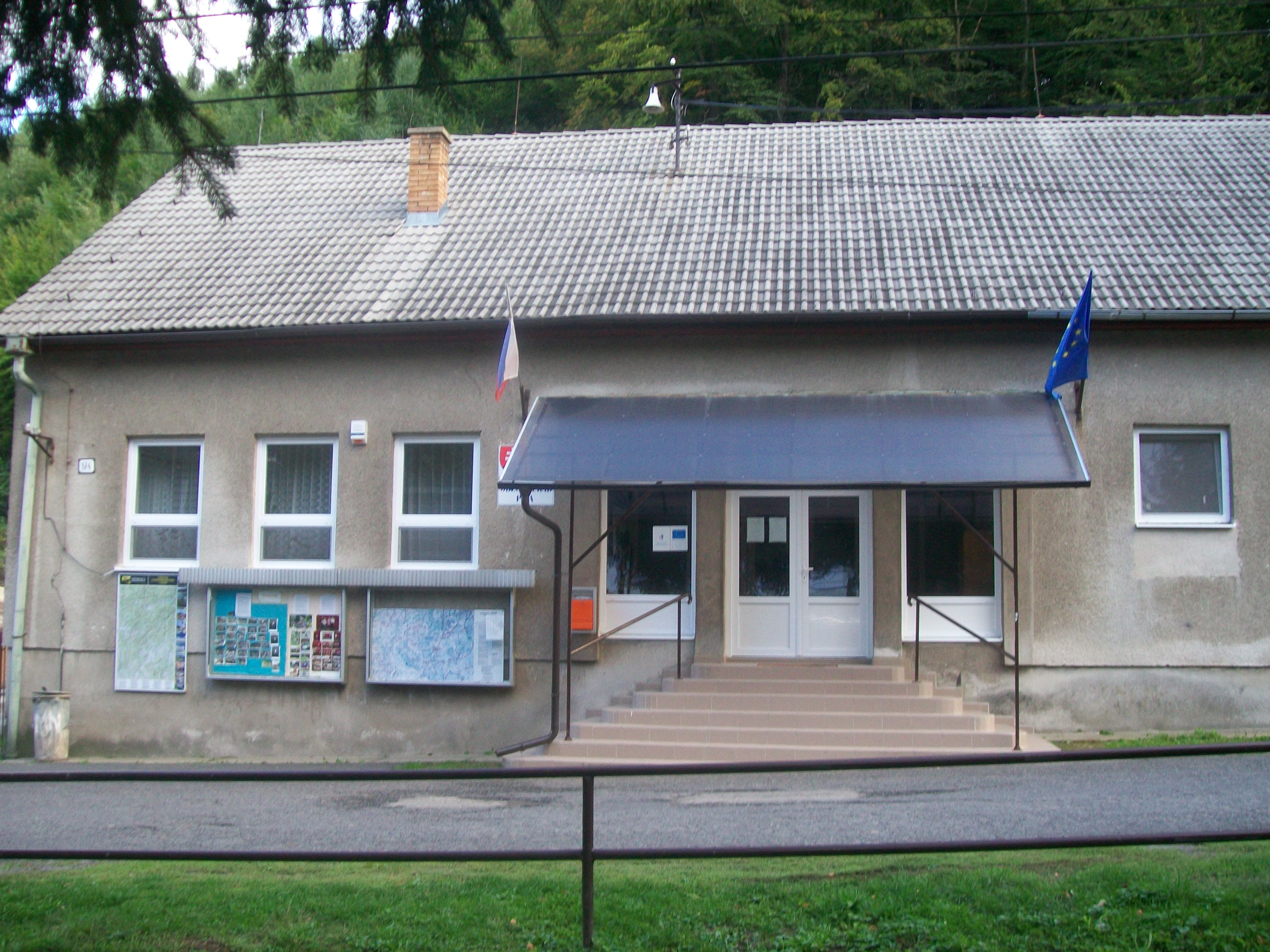
Gemeindeamt von Píla

Die Gemeinde befindet sich am Ostrand des Gebirges Javorie, am Bach Píľanský potok im engen Tal des Krivánsky potok. Das Ortszentrum liegt auf einer Höhe von 340 m n.m. und ist 14 Kilometer von Detva sowie 23 Kilometer von Lučenec entfernt.
Nachbargemeinden sind Podkriváň im Norden, Mýtna im Osten und Süden, Divín im Südwesten und Westen und erneut Podkriváň im Nordwesten.

## Geschichte
Píla wurde wahrscheinlich im 14. Jahrhundert gegründet, zum ersten Mal 1456 als Fyryz schriftlich erwähnt und lag in der Herrschaft der Burg Divín. In der ersten Hälfte des 18. Jahrhunderts war das Dorf wegen Hochwasser verödet. 1828 zählte man 24 Häuser und 142 Einwohner, die als Landwirte und Viehhalter beschäftigt waren.
Bis 1918/1919 gehörte der im Komitat Neograd liegende Ort zum Königreich Ungarn und kam danach zur Tschechoslowakei beziehungsweise heute Slowakei.
Der Ortsname weist auf die einst vorhandenen Wassersägen hin (slow. píla = ung. fűrész, auf Deutsch Säge).

## Bevölkerung
| Jahr                | 1994 | 2004     | 2014    | 2024    |
| ------------------- | ---- | -------- | ------- | ------- |
| Anzahl der Personen | 293  | 262      | 265     | 251     |
| Unterschied         |      | −10,58 % | +1,14 % | −5,28 % |

| Jahr                | 2023 | 2024    |
| ------------------- | ---- | ------- |
| Anzahl der Personen | 251  | 251     |
| Unterschied         |      | +1,42 % |

Gemäß der Volkszählung 2011 wohnten in Píla 272 Einwohner, davon 263 Slowaken und ein Serbe. Acht Einwohner machten keine Angabe zur Ethnie.
111 Einwohner bekannten sich zur Evangelischen Kirche A. B., 106 Einwohner zur römisch-katholischen Kirche, fünf Einwohner zur griechisch-katholischen Kirche und ein Einwohner zur evangelisch-methodistischen Kirche. Zwei Einwohner gaben eine andere Konfession an, 17 Einwohner waren konfessionslos und bei 30 Einwohnern wurde die Konfession nicht ermittelt.